# Eremiascincus antoniorum
Espèce
Synonymes
- Lygosoma antoniorum Smith, 1927
- Glaphyromorphus antoniorum (Smith, 1927)

Eremiascincus antoniorum est une espèce de sauriens de la famille des Scincidae.

## Répartition
Cette espèce est endémique de la partie indonésienne de Timor.

## Publication originale
- Smith, 1927 : Contribution to the herpetology of the Indo-Australian Region. Proceedings of the Zoological Society of London, vol. 1, p. 199-225.